# Julie Brochen
 (septembre 2023).
Si vous disposez d'ouvrages ou d'articles de référence ou si vous connaissez des sites web de qualité traitant du thème abordé ici, merci de compléter l'article en donnant les références utiles à sa vérifiabilité et en les liant à la section « Notes et références ».

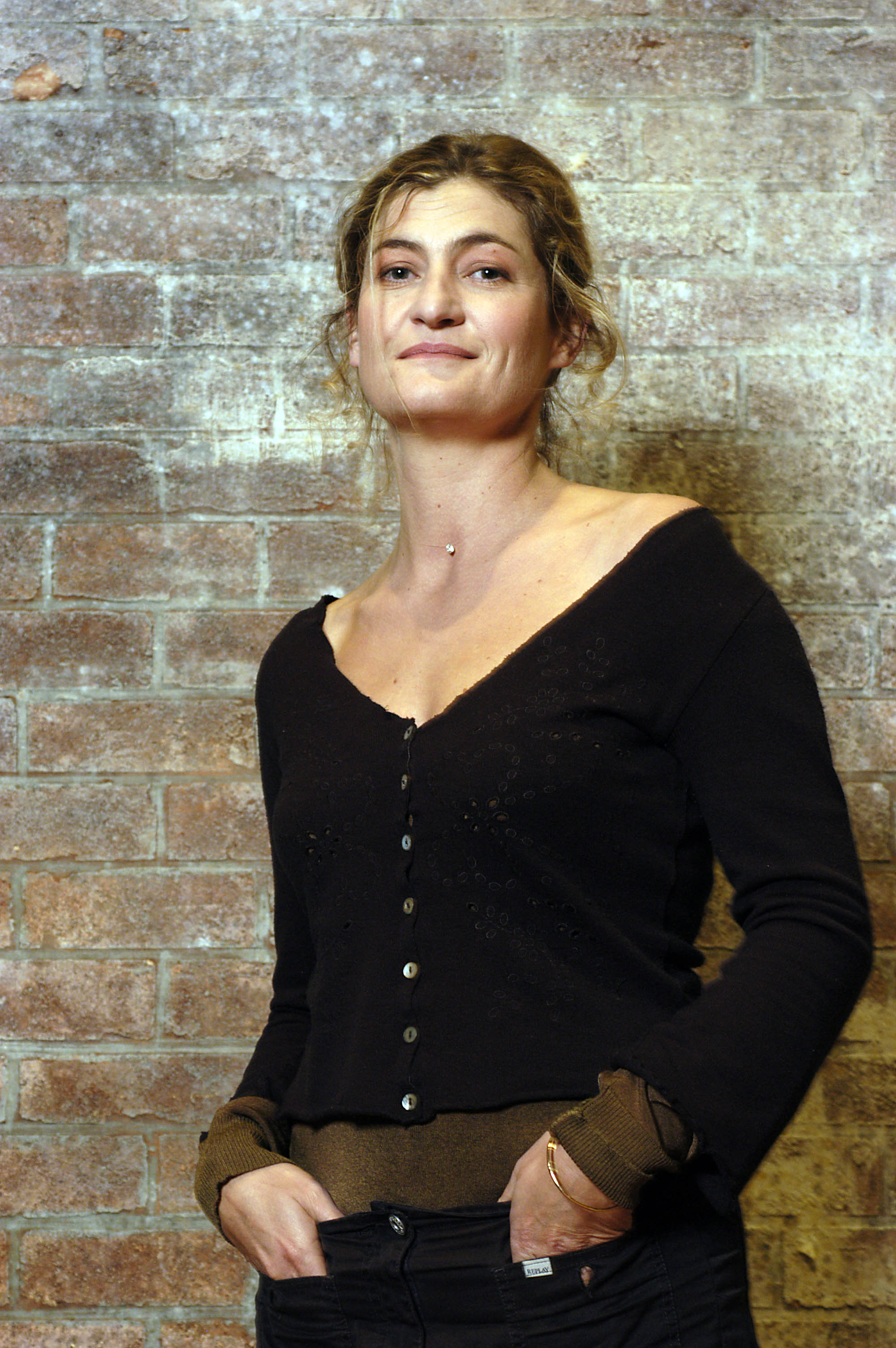
Julie Brochen en novembre 2005.

Julie Brochen, née le 24 juin 1969 à Alger, est une comédienne et metteuse en scène française. Elle dirige de 2008 à 2014 le Théâtre national de Strasbourg.

## Biographie
Fille de Jacques-Yves Brochen et de la peintre Lise-Marie Brochen. Elle est la nièce de Jean-Louis Brochen et, par alliance, de Martine Aubry. Le 17 mai 2013, elle reçoit les insignes de chevalier de l'ordre national du Mérite remis par Catherine Trautmann.

### Formation et débuts
Julie Brochen fonde sa compagnie Les Compagnons de Jeu en 1993 après trois années de formation au Conservatoire national supérieur d'art dramatique de Paris durant lesquelles elle suit les classes de Stuart Seide, Madeleine Marion, Piotr Fomenko. Elle participe aussi, de 1990 à 1994, au cours de maîtrise du Théâtre de Moscou sur le théâtre de Tchekhov dirigé par Anastasia Vertinskaïa et Alexandre Kaliaguine au Théâtre des Amandiers de Nanterre. Elle signe sa première mise en scène avec La Cagnotte d'Eugène Labiche puis monte Penthésilée d'Heinrich von Kleist, Le Décaméron des femmes de Julia Voznesenskaya (en).

### Théâtre de l'Aquarium
Elle dirige le Théâtre de l'Aquarium à La Cartoucherie de Vincennes de janvier 2002 à juillet 2008, où elle met en scène Oncle Vania de Tchekhov puis Le Cadavre vivant (ru) (Живой труп) de Tolstoï, Hanjo de Yukio Mishima (Molières 2006 de la compagnie). Elle y reprend également L'Histoire vraie de la Périchole d'après l'œuvre de Jacques Offenbach créée au Festival international d'art lyrique d'Aix-en-Provence.
En 2007, elle crée L'Échange de Claudel au Festival d'Avignon, repris en tournée en 2008, puis Variations / Jean-Luc Lagarce et en 2008 Le Voyage de monsieur Perrichon de Labiche et Martin au théâtre du Vieux-Colombier de la Comédie-Française.

### Directrice du TNS et de son école
En juillet 2008, Julie Brochen devient directrice du Théâtre national de Strasbourg et de son école. Elle y crée La Cagnotte de Labiche et Delacour d'après sa mise en scène de 1994, puis La Cerisaie de Tchekhov (reprise à l’Odéon-Théâtre de l’Europe) en 2010 et Dom Juan de Molière en 2011 (repris en tournée à l’automne de la même année, puis en ouverture de saison 12-13 au TNS). En mai 2012, elle met en scène avec Christian Schiaretti la première partie du Graal Théâtre (Merlin l’enchanteur) de F. Delay et J. Roubaud, avec les équipes artistiques permanentes du TNP et du TNS. En janvier 2013, elle met en scène Whistling Psyche de S. Barry. Au printemps 2013, les troupes du TNS et du TNP seront à nouveau réunies pour la suite des aventures de Graal Théâtre puisque Julie Brochen mettra en scène Gauvain et le Chevalier Vert. À l'été 2014, le ministère de la culture nomme Stanislas Nordey à la tête du TNS en remplacement de Julie Brochen.

### Vie privée
Elle a été mariée avec Massimo Bellini avec qui elle a eu un garçon Jules né en 1998, puis avec Antoine Hamel avec qui elle a eu une fille et deux garçons.

## Filmographie

### Cinéma
- 1995 : La Vie parisienne court métrage d'Hélène Angel
- 2000 : La Fidélité d'Andrzej Żuławski : Genièvre
- 2001 : Le Secret de Lucie court métrage de Louise Thermes
- 2002 : Demonlover d'Olivier Assayas : Gina
- 2007 : Anna M. de Michel Spinosa : l'antiquaire
- 2007 : 24 mesures de Jalil Lespert : Tutrice Victor
- 2014 : Hippocrate de Thomas Lilti : Madame Lemoine

### Télévision
- 1990 : La tendresse de l'araignée de Paul Vecchiali
- 2000 : Jeanne, Marie et les autres de Jacques Renard : Fernande
- 2002 : Sous bonne garde de Luc Béraud : Laurence

## Théâtre

### Comédienne
- 1988 : Le Faiseur de théâtre de Thomas Bernhard, mise en scène Jean-Pierre Vincent, TNP Villeurbanne
- Faust de Fernando Pessoa, mise en scène Aurélien Recoing
- Comment Faire Vivre Le Dit de Stuart Seide
- Le Procès de Franz Kafka mise en scène Nicolas Liautard
- Tchekhov Acte III (Oncle Vania, Les Trois Sœurs, La Cerisaie) d'Anton Tchekhov, mise en scène Anastasia Vertinskaïa et Alexandre Kaliaguine
- 1995 : La Dispute de Marivaux, mise en scène Dominique Pitoiset, Théâtre national de Bretagne
- 1996 : Trézène Mélodies, fragments chantés de Phèdre de Racine, mise en scène Cécile Garcia-Fogel, ACB Bar-le-duc, Théâtre des Treize Vents, Le Cratère Alès
- Hortense a dit : "Je m'en Fous" de Georges Feydeau, mise en scène Pierre Diot
- La Rue du Château, mise en scène Michel Didym
- 1997 : Le Régisseur de la chrétienté de Sebastian Barry, mise en scène Stuart Seide, Centre dramatique régional Poitou-Charentes
- 1998 : Le Régisseur de la chrétienté de Sebastian Barry, mise en scène Stuart Seide, Théâtre des Abbesses, Nouveau théâtre d'Angers
- Les Veilleurs d'Arnaud Poujol
- Chapitre un avec Mathilde Monnier
- 1999 : Homme pour homme de Bertolt Brecht, mise en scène Laurent Laffargue
- 2001 : L’Échange de Paul Claudel, mise en scène Jean-Pierre Vincent, Théâtre des Amandiers
- 2005 : Oncle Vania d'Anton Tchekhov, Théâtre de l'Aquarium
- 2007 : L’Échange de Paul Claudel, mise en scène Julie Brochen, Festival d'Avignon
- 2009 : Machine sans cible de Gildas Milin, mise en scène Gildas Milin.
- 2019 : Mademoiselle Julie d'August Strindberg, théâtre de l'Atelier
- 2021 : J'invite le colonel !, d'Eugène Labiche, mise en scène Hélène Babu, tournée

### Mises en scène
- 1994 : La Cagnotte d'Eugène Labiche et Alfred Delacour, Théâtre de la Tempête
- 1996 : C'était le jour de la fête d'après Penthésilée de Heinrich von Kleist
- 1997 : Penthésilée d'Heinrich von Kleist, Le Quartz, Théâtre de la Bastille
- 1998 : Naissances nouveaux mondes courtes pièces des auteurs contemporains Rodrigo Garcia et Roland Fichet, Théâtre de Nîmes
- 1998 : Cambio de estilo de Carlos Liscano, Festival des Naissances Nimes
- 1998 : Le Décaméron des femmes de Julia Voznesenskaya, Petit Odéon
- 2000 : Brecht, ici et maintenant d'Hanna Schygulla, Cité de la musique
- 2000 : Chronos kaïros Trier, Allemagne
- 2001 : Die Lustigen Nibelungen (Les Joyeux Nibelungen) opéra d’Oscar Straus, Théâtre de Caen
- 2002 : Père d'August Strindberg, mise en scène François Marthouret et Julie Brochen, Théâtre 71 Malakoff, Théâtre des Célestins
- 2002 : La Petite Renarde rusée, opéra de Leoš Janáček, Festival international d'art lyrique d'Aix-en-Provence
- 2002 : Des Passions sur des textes de Cratès, Diogène, Aristote, Ovide, Clément Rosset, Auditorium du Louvre Paris
- 2003 : Le Cadavre vivant (ru) (Живой труп) de Léon Tolstoï, Théâtre de l'Aquarium Festival d'automne à Paris
- 2003 : Oncle Vania d'Anton Tchekhov, Théâtre de l'Aquarium Festival d'automne à Paris
- 2005 : Je ris de me voir si belle ou solos au pluriel de Charles Gounod et Franck Krawczyk
- 2005 : Hanjo de Yukio Mishima, Théâtre Vidy-Lausanne, Théâtre de l'Aquarium Festival d'automne à Paris
- 2005 : Le Condamné à mort d'après Jean Genet
- 2006 : L'Histoire vraie de la Périchole adaptation théâtrale de Julie Brochen d’après La Périchole de Jacques Offenbach, Festival international d'art lyrique d'Aix-en-Provence, Théâtre de l'Aquarium
- 2007 : Paroles d'acteurs-Variations d'après Jean-Luc Lagarce, Théâtre de l'Aquarium Festival d'automne à Paris
- 2007 : L’Échange de Paul Claudel, Festival d'Avignon
- 2008 : Le Voyage de monsieur Perrichon d'Eugène Labiche, Théâtre du Vieux Colombier Comédie-Française
- 2009 : La Cagnotte d'Eugène Labiche et Alfred Delacour, Théâtre national de Strasbourg
- 2010 : La Cerisaie d'Anton Tchekhov, Théâtre national de Strasbourg, Odéon-Théâtre de l'Europe
- 2011 : Dom Juan de Molière, Théâtre national de Strasbourg
- 2012 : Merlin l’Enchanteur de Florence Delay et Jacques Roubaud co-mise en scène avec Christian Schiaretti, Théâtre national de Strasbourg, Théâtre national populaire de Villeurbanne
- 2013 : Whistling Psyche de Sebastian Barry avec Catherine Hiégel et Juliette Plumecocq-Mech, Théâtre national de Strasbourg
- 2013 : Gauvain et le Chevalier Vert de Florence Delay et Jacques Roubaud co-mise en scène avec Christian Schiaretti, Théâtre national de Strasbourg, Théâtre national populaire de Villeurbanne
- 2019 : Mademoiselle Julie d'August Strindberg, théâtre de l'Atelier